# Шаттиваза
Саттиваса, Шаттиваза, (Šat-ti-ú-a(z)-za, от санскр. sāti-vāja — «завоёвывающий добычу») или Маттиваза (Mat-ti-ú-a(z)-za, от санскр. mati-vāja — «тот, чья победоносная сила — молитва»; хурит. Кили-Тешшуб), или Куртиваза (Kur-ti-ú-a(z)-za) — царь Митанни (2-я половина XIV века до н. э.). Сын Тушратты.
После захвата митаннийского трона Шуттарной III Шаттиваза бежал с небольшим отрядом боевых колесниц, спасшись таким образом от покушавшегося на его жизнь некоего Акит-Тешшупа, который, возможно, был убийцей Тушратты. После тщетной попытки получить приют в Вавилонии, Шаттиваза перебрался на хеттскую территорию и у реки Галис обратился к царю Суппилулиуме с просьбой о поддержке.
Суппилулиума использовал представившийся случай, чтобы свергнуть ассирийского ставленника Шуттарну  III и посадить на престол Митанни своего кандидата. Он привязал Шаттивазу к себе браком с одной из своих дочерей и обеспечил ему военную поддержку своего сына Шарри-Кушуха, сидевшего в Каркемише. По-видимому, Шаттивазе удалось отвоевать наиболее важные города государства Митанни, включая Вашшукканни. Изменившаяся вследствие этого ситуация была к 1350 г. до н. э. закреплена государственным договором между Суппилулиумой и Шаттивазой: Митанни было восстановлено как царство, а его правитель Шаттиваза подчинен верховной власти хеттского великого царя. 
Сколь далеко простиралось восстановленное государство Митанни на восток, нам не известно, но можно предполагать, что оно было здесь сильно урезано. Из древней архивной пометки на сохранившейся копии государственного договора мы сверх того узнаем, что Шаттиваза выбрал себе такое имя, несомненно индоарийское, в качестве тронного, тогда как его личное имя Кили-Тешуп было хурритским.
Дальнейшая судьба Шаттивазы  и подробности его правления неизвестны, но можно предполагать, что ему в какой-то мере удалось добиться внутренней консолидации Митанни.